# Thieu
Thieu è una località della Vallonia in Belgio. Già comune autonomo, nel 1977 fu unito a Le Rœulx.